# Sedierung
Sedierung bezeichnet in der Medizin die Dämpfung von Funktionen des zentralen Nervensystems durch ein Beruhigungsmittel (Sedativum oder Sedativ). Seltener wird auch die Bezeichnung Sedation als Synonym zu Sedierung benutzt (von lateinisch sedare ‚beruhigen‘). Der Begriff wird insbesondere in der Intensivmedizin und bei der Anwendung von Psychopharmaka verwendet.
Wird zusätzlich ein Schmerzmittel (Analgetikum) zum Sedativum oder zum zur Sedierung eingesetzten Hypnotikum verabreicht, spricht man von einer Analgosedierung, einer Sonderform der intravenösen bzw. der totalen intravenösen Anästhesie. Die Analgosedierung hat einen schmerzfreien, schlafend-weckbaren Patienten zum Ziel.
Der Übergang von einer Sedierung zu einer Allgemeinanästhesie (Narkose) ist fließend, bei letzterer ist der Patient nicht mehr erweckbar für die Dauer der Narkose.
In der Palliativmedizin kann eine sogenannte terminale Sedierung eingesetzt werden. Im Gegensatz zu Neuroleptika und Antidepressiva sollen Sedativa keine spezifische Wirkung auf psychiatrische Krankheiten haben. In der Geschichte der Psychiatrie wurden sie jedoch häufig auch dafür eingesetzt. Umgangssprachlich wird bei Drogen mit sedierender Wirkung auch von Downern gesprochen.

## Anwendung
Unruhe ist ein häufig bei körperlichen und psychischen Erkrankungen anzutreffendes Symptom. Unruhezustände können häufig durch die gezielte Gabe von Sedativa gelindert werden. Sedativa sind im Allgemeinen schlaffördernd und bewirken in höherer Dosierung eine Ausschaltung der bewussten Wahrnehmung, damit im Idealfall eine Distanzierung von verschiedenen Ängsten. Eine gezielte Behandlung der Angst wird demgegenüber als Anxiolyse bezeichnet (siehe Tranquilizer).
Vor größeren diagnostischen oder therapeutischen Eingriffen ist eine Sedierung angezeigt, um die Stressbelastung für den Patienten zu reduzieren und dessen Ansprechbarkeit dennoch zu gewährleisten und so die bestmögliche Zusammenarbeit mit dem Untersucher oder Therapeuten zu ermöglichen. Es sind geeignete Vorsichtsmaßnahmen zum Schutz des Patienten zu treffen, um das Risiko möglicher Komplikationen zu minimieren, insbesondere eines unbeabsichtigten Bewusstseinsverlustes, einer Beeinträchtigung oder gar Aufhebung der Schutzreflexe (wie des Hustenreflexes) oder einer Kreislauf- oder Atemdepression.
Sedativa werden auch bei der Behandlung von Krämpfen eingesetzt. Ist eine tiefere Sedierung notwendig oder muss mit einem Übergang in eine Narkose gerechnet werden, bedarf der Patient einer entsprechenden intensiven Überwachung und Unterstützung, sodass ein Anästhesist hinzugezogen werden muss, der neben dem geeigneten Sedativum häufig bei Bedarf noch ein Analgetikum verabreicht. Eine überwachte Sedierung mit Analgesie wird als „Analgosedierung“ bezeichnet.
Im Rahmen der Intensivmedizin wird bei beatmeten Patienten die Verabreichung von Sedativa zumeist nötig, da eine Beatmung ohne solche Medikamente häufig nicht toleriert wird, insbesondere beim nichttracheotomierten Patienten. Die gewünschte Sedierungstiefe wird je nach Situation vom Arzt anhand der Richmond Agitation Sedation Scale (früher der Ramsay-Skala) festgelegt, regelmäßig kontrolliert und bei Bedarf angepasst. Man geht nach den von der DGAI erstellten Leitlinien vor.

## Substanzen
- Benzodiazepine wie Diazepam, Midazolam, Temazepam, Nitrazepam, Flunitrazepam
- Antidepressiva wie Trazodon, Doxepin, Trimipramin, Amitriptylin, Mirtazapin, Mianserin, Agomelatin
- Narkotika und Hypnotika wie Thiopental, Etomidat, Ketamin und Propofol
- Barbiturate wie Phenobarbital werden in heutiger Zeit kaum noch als Beruhigungsmittel eingesetzt; sie dienen vielmehr als Antiepileptika
- Volatile Anästhetika wie Isofluran, Sevofluran und Desfluran
- Neuroleptika wie Phenothiazine (z. B. Promethazin), Thioxanthene wie Chlorprothixen, Butyrophenone wie Haloperidol und andere wie Prothipendyl
- Opioide wie Fentanyl, Morphin und Sufentanil
- Alpha-2-Adrenozeptor-Agonisten wie etwa Clonidin, in der Tiermedizin Xylazin, Dexmedetomidin oder Medetomidin
- Valnoctamid
- H1-Antihistaminika der ersten Generation wie Hydroxyzin, Diphenhydramin und Doxylamin
- Pflanzliche Sedativa (Phytotherapie): häufig Baldrian, Zitronenmelisse, Hopfen und Passionsblume, Linarin, Echtes Johanniskraut sowie auch Kombinationen aus diesen, seltener z. B. Kava

## Probleme
Viele Sedativa führen zur Toleranz (Gewöhnung), so dass im Verlauf der Anwendung die Dosis erhöht oder ein anderes Sedativum eingesetzt werden muss, um die gewünschte Sedierungstiefe aufrechtzuerhalten. Viele Sedativa haben deshalb ein Missbrauchspotential in der Daueranwendung (gilt nicht für Neuroleptika), das bis zur Sucht führen kann.
Der oben beschriebene Vorteil von Sedativa, die Ausschaltung des Bewusstseins, wirkt sich jedoch auch nachteilig auf den Organismus aus. So muss gegebenenfalls der Reduzierung des Atemantriebs mit Beatmung entgegengewirkt sowie mit Katecholaminen der Kreislauf aufrechterhalten werden.
Ferner gibt es paradoxe Reaktionen: Das Arzneimittel erreicht nicht die erwünschte Wirkung, der Patient wird unruhig und nicht mehr führbar.